# Charles Frisenfeldt
Frants Gerhardt Charles William Frisenfeldt (ur. 9 października 1889 w Gentofte, zm. 17 kwietnia 1976 w Hellerup) – duński zapaśnik walczący w obu stylach. Dwukrotny olimpijczyk. Zajął czwarte miejsce w Antwerpii 1920 i piąte w Paryżu 1924. Walczył w wadze lekkiej.
Brązowy medalista mistrzostw świata w 1922. Mistrz Danii w 1920 i 1921 roku.

## Letnie Igrzyska Olimpijskie 1920
| Konkurencja            | Rundy eliminacyjne        | Rundy eliminacyjne       | Rundy eliminacyjne         | Rundy eliminacyjne | O srebrny medal     | O srebrny medal        | O brązowy medal           | Klas. końcowa |
| Konkurencja            | 1/16                      | 1/8                      | 1/4                        | 1/2                | Przeciwnik I        | Przeciwnik II          | Przeciwnik I              | Miejsce       |
| ---------------------- | ------------------------- | ------------------------ | -------------------------- | ------------------ | ------------------- | ---------------------- | ------------------------- | ------------- |
| 67,5 kg styl klasyczny | Wasilios Pawlidis (GRE) Z | Auguste Savonnet (BEL) Z | George Metropoulos (USA) Z | Emil Väre (FIN) P  | Louis Rohou (FRA) Z | Taavi Tamminen (FIN) P | Frithjof Andersen (NOR) P | 4.            |

## Letnie Igrzyska Olimpijskie 1924
| Konkurencja            | Rundy eliminacyjne       | Rundy eliminacyjne  | Rundy eliminacyjne     | Rundy eliminacyjne           | Rundy eliminacyjne           | Klas. końcowa |
| Konkurencja            | Przeciwnik I             | Przeciwnik II       | Przeciwnik III         | Przeciwnik IV                | Przeciwnik V                 | Miejsce       |
| ---------------------- | ------------------------ | ------------------- | ---------------------- | ---------------------------- | ---------------------------- | ------------- |
| 67,5 kg styl klasyczny | Erling Michelsen (NOR) Z | Carl Coerse (NED) Z | Francisco Solé (ESP) Z | František Kratochvíl (CSK) P | Lajos Keresztes (HUN) P (WO) | 5.            |